# XI Толедський собор
Одинадцятий Толедський собор (лат. Concilium Toletanum XI) був скликаний 7 листопада 675 року. На ньому були присутні сімнадцять єпископів і два диякони, що представляли престоли Сеговії та Еркавіки, а також п'ять абатів.

## Історія
Собор займався переважно релігійними питаннями, насамперед реформою церковної дисципліни. Він також зобов'язав проводити щорічні синоди у всіх провінціях. Ці синоди скликалися за наказом короля в день, який він і митрополит визначали.
Спів псалмів було уніфіковано у всіх провінціях, і на єпископів, які мали стосунки з дворянками, було накладено санкції.
Собор спробував приборкати симонію. Винні у симонії мали бути заслані на два роки, але могли зберегти свої кафедри. Це останнє становище, ймовірно, означає, що симонія вже стала менш поширеною.
Цей невеличкий помісний собор, на якому були присутні лише 17 єпископів, сьогодні не має великого значення. Офіційна цінність його полягає в тому, що в наступні століття він мав високу пошану і вважався справжнім виразом тринітарної віри.